# Aeroportul Central Wisconsin
Aeroportul Central Wisconsin (IATA: CWA, ICAO: KCWA, FAA LID: CWA) este un aeroport din Comitatul Marathon, Wisconsin, Wisconsin, Statele Unite ale Americii ce deservește zona Wausau. Aeroportul a fost tranzitat în 2019 de 282.246 de pasageri. A fost deschis în 1969.
Situat la o altitudine de 389 m, aeroportul dispune de 2 piste.

## Infrastructură

### Piste
Aeroportul dispune de 2 piste. Pista 08/26 are suprafața de beton și dimensiunile 7.648 picioare × 150 picioare. Pista 17/35 are suprafața de beton și dimensiunile 6.501 picioare × 150 picioare. 